# Chiatra
Chiatra é uma comuna francesa na região administrativa de Córsega, no departamento da Alta Córsega. Estende-se por uma área de 8,22 km². 